# Porwanie (film 2011)
Porwanie (org. Abduction) – amerykański film akcji, dreszczowiec zrealizowany przez firmę Lions Gate Entertainment.

## Opis fabuły
Film opowiada o nastolatku, który dowiedział się, że rodzice z którymi mieszka, nie są jego prawdziwymi rodzicami, gdy zobaczył swoje zdjęcie na stronie osób zaginionych.

## Obsada

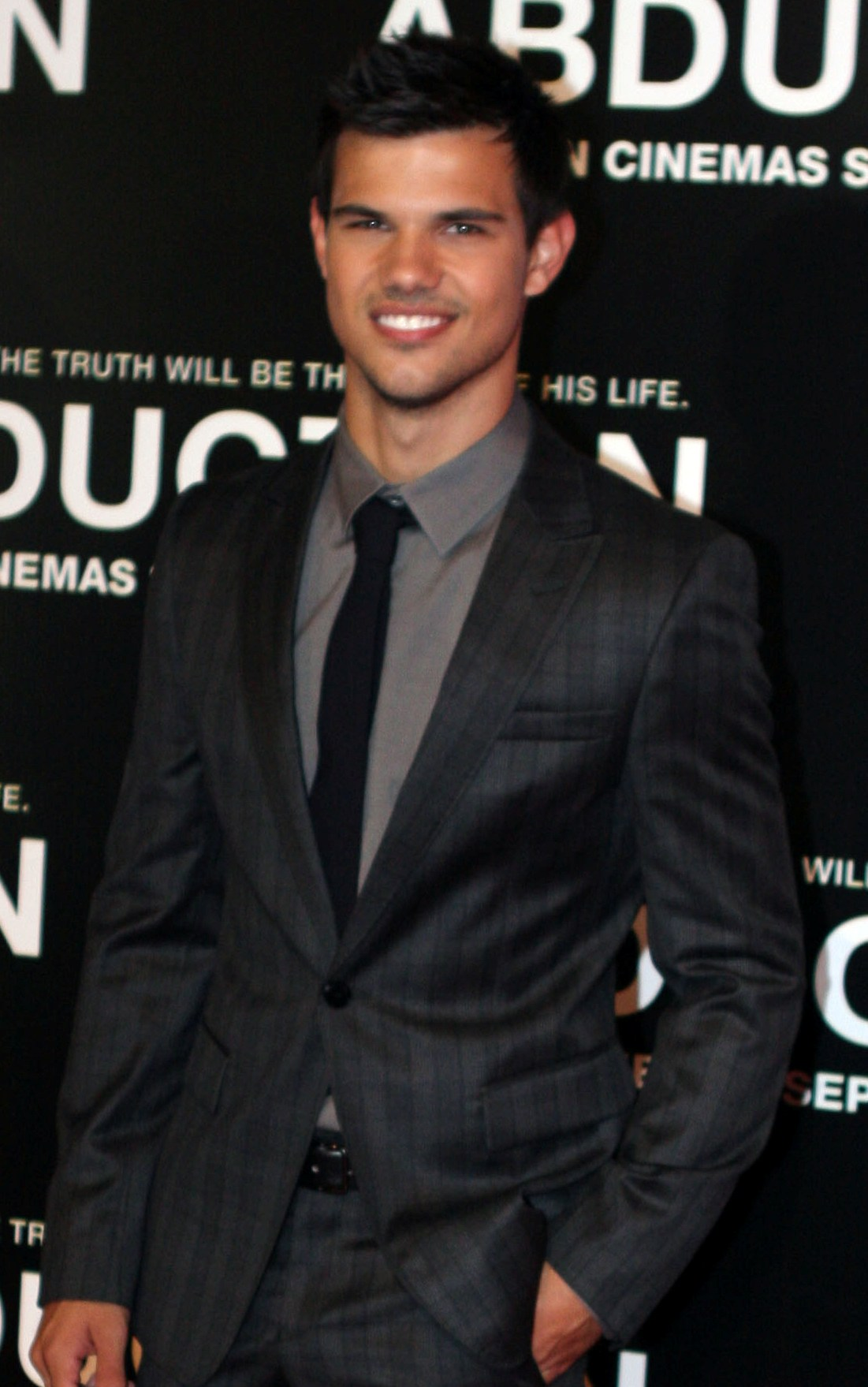
Taylor Lautner podczas premiery filmu w sierpniu 2011

| Aktor            | Rola         |
| ---------------- | ------------ |
| Taylor Lautner   | Nathan       |
| Lily Collins     | Karen        |
| Alfred Molina    | Frank Burton |
| Jason Isaacs     | Kevin        |
| Maria Bello      | Mara         |
| Mikael Nyqvist   | Kozlow       |
| Sigourney Weaver | Dr Bennett   |
| Antonique Smith  | Sandra Burns |
| Denzel Whitaker  | Gilly        |
| Allen Williamson | Billy        |